# Honveda
Honveda is een geslacht van vlinders van de familie tandvlinders (Notodontidae).

## Soorten
- H. fasciata Moore, 1879
- H. nepalina Nakamura, 1976